# Leopoldo Galtieri
Leopoldo Fortunato Galtieri Castelli (Buenos Aires tartomány, Caseros, 1926. július 15. – Buenos Aires, 2003. január 12.) argentin tábornok, diktátor.

## Életrajza
Galtieri 1926. július 15-én született Argentínában a Buenos Aires környéki agglomerációban lévő Caseros városban. Családja szegény olasz bevándorló munkáscsalád volt. Nagyapja Genovából míg nagyanyja Calabriából származott. Az Argentin Katonai Akadémia építőmérnöki szakára jelentkezett. Az iskola befejezését követően katonatisztként a műszaki szolgálathoz került.

### Felemelkedése
Több mint huszonöt évi szolgálat után 1975-ben ő lett a műszaki csapatok parancsnoka. Ez időben kezdődött a „piszkos háború” („Guerra Sucia”) amit a marxista baloldal ellen folytattak. Ő lelkes támogatója volt a katonai hatalomátvételnek és a Nemzeti Újjáépítés Folyamatának (Proceso de Reorganización Nacional). A katonai pályán közben tovább emelkedett, hiszen 1977-ben vezérőrnagy lett, majd 1980-ban altábornagyi rendfokozatban őt nevezték ki argentin főparancsnoknak. A „Guerra Sucia” 1976-ban katonai puccsal kezdődött Isabel Perón elmozdításával. A katonai hatalomátvételt Roberto Viola vezette és ekkor leszámolásként 9-30 000 ezer embert  tüntettek el, túlnyomó részüket meggyilkolták. Az ellenzékhez tartozókat üldözték és ez a rezsim nem riadt vissza a tömeges kivégzésektől sem. Az ország gazdasága a katonai hatalomátvétel előtt romokban hevert és a katonai junta csak rövid időre tudott konszolidációt hozni, majd összességében még rosszabb helyzetet alakított ki.
Galtieri 1981-ben hivatalos úton az Amerikai Egyesült Államokban járt, és a Reagan adminisztráció meleg fogadtatásában részesült, mint a kommunizmus elleni harc egyik dél-amerikai oszlopa. Majd ugyanez év decemberében elég erősnek érezte magát, hogy véget vessen az addigra tovább gyűrűző belső válságnak és elmozdította a helyéről Roberto Violát. Az utóbb napvilágra látott nyilatkozatok szerint pár év konszolidálódás után át kívánta adni a hatalmat egy polgári kormánynak, de a folyamatok más irányt vettek.

### Bukása
Az egyre népszerűtlenebb katonai rezsim megmentése érdekében, elterelő hadműveletbe kezdett azzal, hogy katonai erővel megszállta az angol fennhatóságú, de évszázadok óta vita tárgyát képező, Falkland-szigeteket, ez volt az úgynevezett Falkland-szigeteki háború. Ezzel a belső feszültséget egy hazafias szellemű mederbe próbálta terelni, de azt nem vette figyelembe, hogy az akkori angol kormányfő Margaret Thatchernek a Vasladynek (az egyetlen „férfinak” a kormányban) esze ágában sem volt alkudozni a szigetek hovatartozását illetően. Ráadásul a nemzetközi közvélemény is az angolok mellett állt ki. Az angol inváziós hadsereg visszafoglalta a szigeteket és Galtieri megbukott.
Visszavonultan élt 18 hónapig majd a demokratikusan megválasztott Raul Alfonsin ideje alatt 1985-ben a haditörvényszék „helytelenül kivitelezett” háború miatt börtönbüntetésre ítélte. Büntetését egy teniszpályás uszodás kaszárnyában töltötte, de Carlos Menem elnöksége alatt amnesztiával 1989-ben kiszabadult. Később 2002-ben házi őrizetbe vették egy még 1970-ben történt ügy miatt, ahol több polgári személy – köztük külföldiek – is eltűntek. Ekkor már az egészségi állapota gyenge volt és 76 éves korában, hasnyálmirigyrákban és keringési zavarok következtében elhunyt.